# Цейс, Иоганн Каспар
Иоганн Каспар Цейс (нем. Johann Kaspar Zeuß; 22 июля 1806, Кронах — 10 ноября 1856, Кронах) — немецкий историк и филолог, основоположник кельтологии.